# كلية ويليسلي
كلية ويليسلي (بالإنجليزية: Wellesley College)‏ هي جامعة، تأسست في 1869، في الولايات المتحدة، وكان مؤسسها هو هنري دورانت، وهي عضوة في Scholarly Publishing and Academic Resources Coalition ‏.
من أبرز الدارسين فيها آن هافن مورغان عالمة احياء وبيئة (1882-1966).